# 허재녕
허재녕(1992년 5월 14일 ~ )은 대한민국의 축구 선수이며 현재 Sabah FA 소속으로 활약하고 있다. 포지션은 미드필더이다. 아주대학교 시절 주장으로 활약하였다.

## 선수 경력
2015 K리그 드래프트에서 1순위로 지명을 받아 광주 FC에 합류하게 되었다.
시즌종료후 무앙통 유나이티드로 이적 하였으며 경기 감각을 위해 프래 유나이티드로 임대되었다. 현재 Sabah FA에서 활약하고 있다.